# Heiraten ist auch keine Lösung
Pour plus de détails, voir Fiche technique et Distribution.
Heiraten ist auch keine Lösung (en français, Se marier n'est pas non plus une solution) est un téléfilm allemand réalisé par Sibylle Tafel (de) diffusé en 2012.
La comédie est diffusée pour la première fois sur ARD le 21 septembre 2012, elle est vue par 4,84 millions de téléspectateurs, ce qui correspond à une part de marché de 16,7%.

## Synopsis
Comme elle n'a plus de nouvelles de sa fille partie étudier en Italie, Lisbeth, cadre de Munich, se rend à Urbino pour la voir. Fanny va bien, mais, à l'horreur de Lisbeth, elle planifie son mariage avec l'italien Luca qu'elle ne connaît que depuis six semaines. Comme Lisbeth est divorcée et ne pense plus aux hommes, elle veut empêcher le mariage. Heureusement pour elle, elle reçoit l'aide inattendue de Carla, la mère allemande veuve de Luca. Elle pense beaucoup à elle et à son Luca mais peu aux autres Allemands et aucune femme n'est vraiment assez bonne pour son fils parfait.
Les deux enfants remarquent la réticence de leurs mères. Ils se rendent chez la grand-mère de Fanny, Nonna, qui a le droit de célébrer des mariages en tant que maire. Pour empêcher le mariage, Carla et Lisbeth, qui ne s'aiment pas du tout, doivent collaborer ensemble. Elles voyagent à travers la province italienne, la façade parfaite de Carla s'effondrant de plus en plus, tandis que Lisbeth se complaît avec le charmant policier italien Marco et se rend compte que les hommes ne sont pas si mauvais après tout. En fin de compte, les deux mères se demandent s'il est vraiment nécessaire d'empêcher le mariage.

## Fiche technique
- Titre : Heiraten ist auch keine Lösung
- Réalisation : Sibylle Tafel (de) assistée de Matthias Mellinghaus
- Scénario : Sibylle Tafel
- Musique : Winfried Grabe
- Direction artistique : Thomas Freudenthal
- Costumes : Birgitta Lohrer-Horres
- Photographie : Wolfgang Aichholzer (de)
- Son : Frank Heidbrink
- Montage : Andreas Althoff
- Production : Andreas Bareiss, Sven Burgemeister (de), Gloria Burkert (de)
- Sociétés de production : TV60Filmproduktion (de)
- Société de distribution : ARD Degeto Film
- Pays d'origine :  Allemagne
- Langue : allemand
- Format : Couleur
- Genre : Comédie
- Durée : 89 minutes
- Dates de première diffusion :
  - Allemagne : 21 septembre 2012.

## Distribution
- Saskia Vester : Lisbeth
- Katja Flint : Carla
- Sonja Gerhardt : Fanny
- Kostja Ullmann : Luca
- Francesco Pannofino : Marco
- Barbara Morawiecz (de) : Nonna
- Stéphane Maeder (de) : Paul
- Dirk Ossig (de) : Le policier munichois
- Julia Eder (de) : La collègue de Lisbeth